# Ator Taborda
Francisco Alves da Silva Taborda, mais conhecido por Actor Taborda ComSE (Abrantes, 8 de janeiro de 1824 – Lisboa, 5 de março de 1909), foi um ator português, considerado o mais aclamado e popular artista dramático do século XIX, em Portugal.

## Biografia
Francisco Alves da Silva Taborda nasceu a 8 de janeiro de 1824, na freguesia de São João Baptista, em Abrantes, filho de Francisco Alves da Silva Taborda, natural de Santo Estêvão de Briteiros, em Guimarães, e de Maria do Carmo Rola, natural de Lisboa, sendo baptizado com apenas 21 dias.

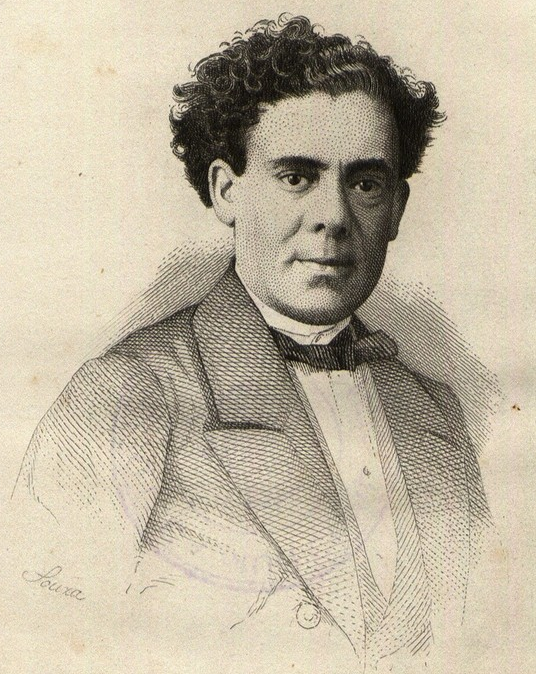
Gravura do Actor Tabora (Revista Contemporânea de Portugal e Brasil, 4 de julho de 1861).

Com apenas nove anos, vem residir para Lisboa, aos cuidados de um avô, que o coloca como aprendiz de tipógrafo, na Tipografia de Pedro Borges, na Rua do Loureiro, distinguindo-se nas primeiras semanas de trabalho, que o levam a uma subida de posto. Daqui passa à tipografia de João José da Mota, situada no Rossio, onde hoje fica a Farmácia Estácio, e que fazia cartazes para os teatros. Além disso, Mota era proprietário de um barracão onde apresentava um "circo de cavalinhos", sendo aqui que Taborda se insere no cenário teatral, contactando com inúmero artistas da época.
Taborda estreia-se como ator amador no pequeno Teatro Timbre, na Rua do Arco a São Mamede, do qual se tornou sócio, na peça Diplomata, seguida de Mazélia, onde obtém largo sucesso. Os aplausos que recebe motivam João José da Mota e Manuel Machado, que era fiscal do Teatro São Carlos, a adaptar o barracão a teatro, inaugurando-o a 16 de maio de 1846, o qual viria a ser o Teatro Gymnasio. No mesmo dia, Taborda estreia-se neste teatro, com o melodrama Os fabricantes da moeda falsa, de César Perini de Lucca, tendo uma receção auspiciosa. No entanto, a instabilidade política e social que se seguiu, que culminou na Revolução da Maria da Fonte, prejudica o meio teatral e Taborda afasta-se temporariamente dos palcos. Reconhecido o seu valor artístico, a expensas de D. Fernando II, foi estagiar a Paris.
A 14 de junho de 1849, em Lisboa, na Igreja de Nossa Senhora da Encarnação, ao Chiado, casa-se com Maria Isabel da Encarnação, natural daquela freguesia, com quem irá estar casado por 59 anos e de quem terá única filha, Maria da Encarnação Taborda.
Com a reabertura do Gymnasio e o seu regresso a Portugal em novembro de 1852, obtém grande sucesso nas peças Misantropo e A Marquesa. Fiel ao seu teatro, rejeita convites para atuar em salas de espetáculo mais prestigiosas, pois não queria abandonar a plateia popular. Em pouco tempo torna-se um ídolo do povo, desempenhando com enorme brilho personagens cómicas sobretudo de Molière. Em 1861, começa a fazer digressões em todo o país. Só em 1863, na peça de 5 atos Os Homens Ricos, aceita atuar no Teatro D. Maria II, onde faz uma época, e posteriormente, no Teatro da Trindade, onde faz duas épocas.

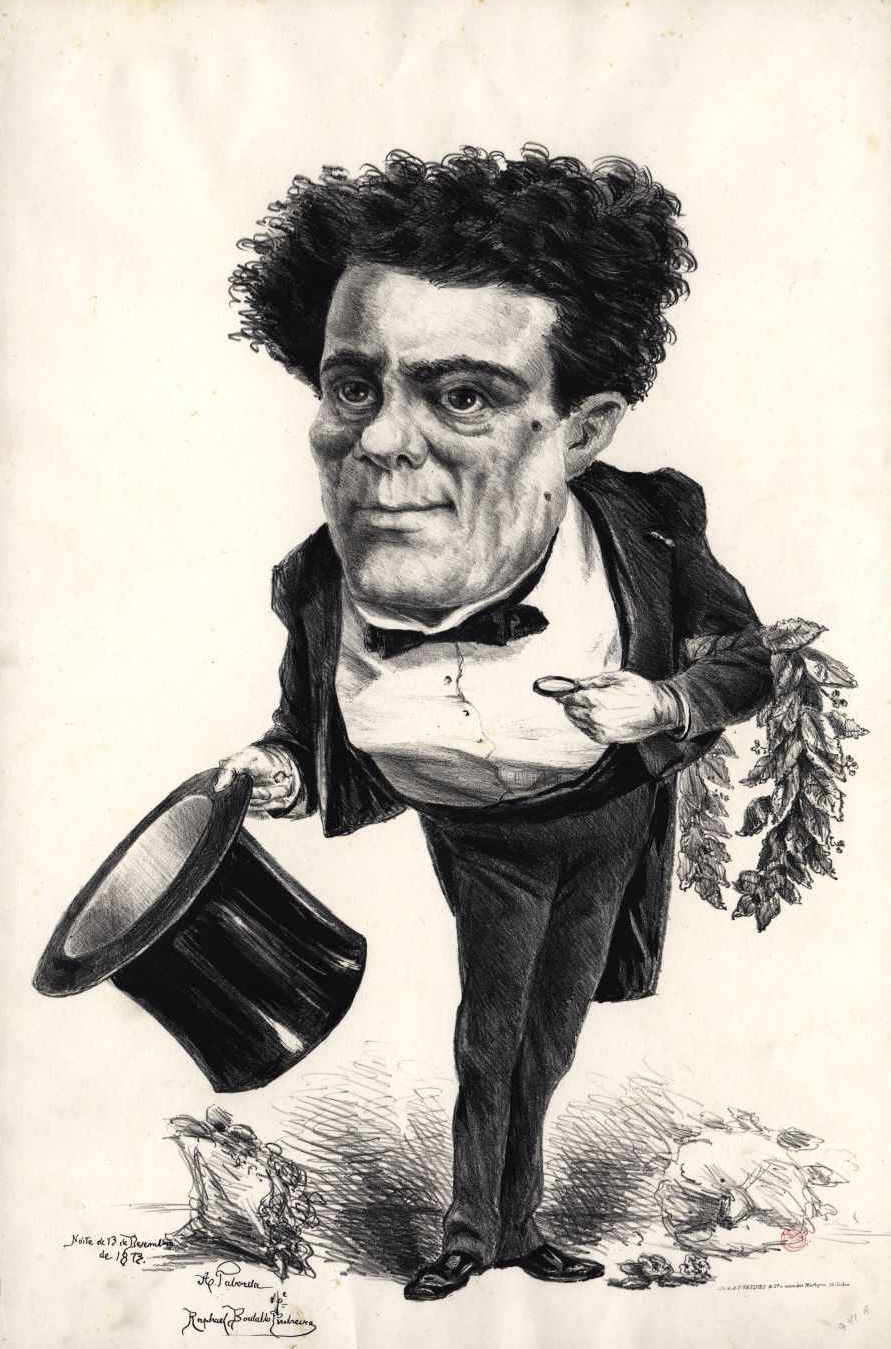
Caricatura de Taborda, da autoria de Rafael Bordalo Pinheiro.

A 16 de janeiro de 1870 é criada a Sociedade Taborda, uma sociedade teatral que homenageava o ator e da qual eram integrantes inúmeros atores e aficcionados. A 31 de dezembro do mesmo ano, é inaugurado o Teatro Taborda, também em sua homenagem, construído num terreno do extinto Coleginho da Companhia de Jesus, na Costa do Castelo, em Lisboa, por incentiva de João Augusto Vieira da Silva e projeto do arquiteto Domingos Parente da Silva. A inauguração contou com recitais de poesia e peças de drama e comédia. Sousa Bastos, empresário teatral, não poupa elogios ao Actor Taborda: "Incomparável, caráter de ouro, artista sublime, jóia mais preciosa do palco português, a mais veneranda relíquia da arte nacional." Em 1871, realizou uma digressão durante 3 meses, no Brasil, onde obteve êxitos extraordinários.
Em 1879, começa a ter os primeiros sintomas de surdez, incapacidade que lhe irá causar enorme tortura. Um dos seus maiores êxitos obteve-o em 1881, na comédia A Voz do Sangue, representada consecutivamente mais de 70 vezes. A 8 de fevereiro de 1883, após 36 anos de serviço coroados de ovações, D. Luís I concedeu-lhe uma honrosa reforma, tendo-o já agraciado com a Comenda da Ordem de Santiago.

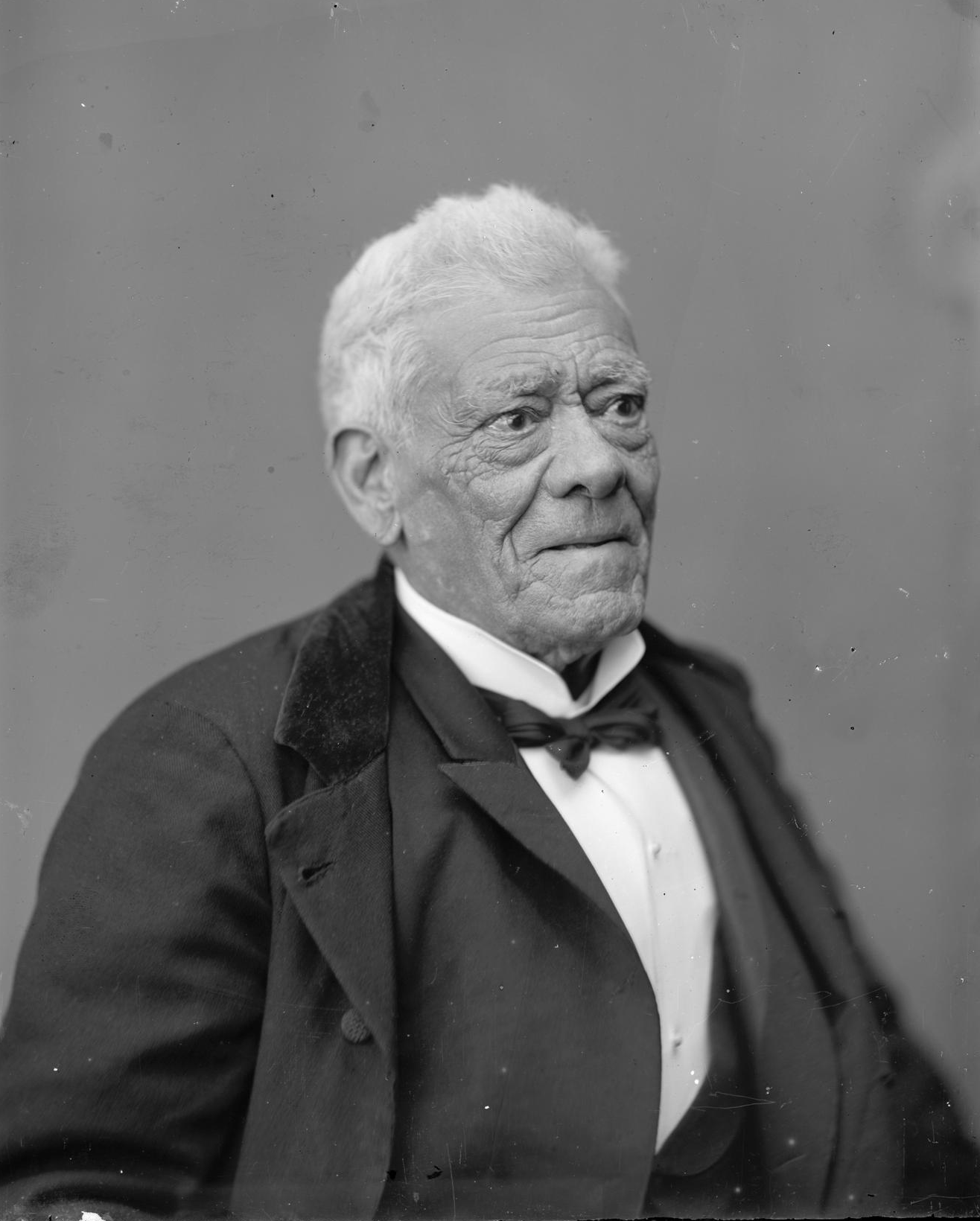
Actor Taborda nos últimos anos de vida (Foto Guedes, Arquivo Municipal do Porto).

No último ano da sua vida, devido ao débil estado de saúde em que se encontrava, pouco saía da sua modesta casa, o segundo andar do número 76 da Rua do Diário de Notícias, na freguesia da Encarnação, em Lisboa, onde vivia com a mulher e a filha, já viúva do farmacêutico Augusto de Oliveira Abreu. Às 2 horas da madrugada de 5 de março de 1909, falecia serenamente junto das mesmas, do seu médico Dr. Tomás Pinto e do seu afilhado, José Francisco da Silva, cabo de polícia que o acompanhou durante a sua enfermidade, aos 85 anos de idade. No mesmo dia, o Teatro Gymnasio fecha as portas ao público em sinal de luto. O funeral, que ocorreu às 15 horas do dia seguinte, contou com inúmeras homenagens, coroas de flores de extensas dimensões, dedicatórias de vários amigos e companhias e associações teatrais bem como de membros da aristocracia e do Rei D. Manuel II e da Rainha D. Amélia, sendo o acontecimento noticiado em toda a imprensa portuguesa da época. Foi sepultado em hábito de cristo, no jazigo de família que mandara construir, no Cemitério dos Prazeres, em Lisboa.
Em 1912, foi erguida uma estátua em sua honra, no jardim que mais tarde se passaria a chamar Actor Taborda, em Abrantes, em frente do edifício onde esteve outro Teatro Taborda, onde o ator atuou diversas vezes. Posteriormente, o Jardim Actor Taborda passou a designar-se Praça Actor Taborda. Tem também um busto em bronze, da autoria de Costa Motta, desde 1914, no Jardim da Estrela, em Lisboa, que tem um exemplar idêntico colocado no átrio do Teatro Nacional D. Maria II, ambos erguidos devido à iniciativa da Comissão de Homenagem ao Actor Taborda. O busto representa o ator envelhecido, com as marcas do tempo, constituindo um retrato fiel do homenageado, numa linguagem marcadamente naturalista, com elevada expressão e dimensão psicológica.
O melhor e mais extenso trabalho sobre a vida deste genial ator é Homenagem a Taborda - Esboço biográfico do actor Francisco A. da S. Taborda, de Júlio César Machado, publicado em Lisboa, em 1871. O seu nome faz parte da toponímia de: Abrantes, Almada, Amadora, Lisboa (freguesia de São Jorge de Arroios, edital de 11 de dezembro de 1906), Odivelas (freguesia da Ramada) e Oeiras (freguesia de Queijas).